# 수미산장
《수미산장》은 SKY 채널과 KBS 2TV에서 방송된 텔레비전 프로그램이다.

## 방송 개요
타인의 시선, 숨 막히는 스케줄을 벗어나 누구보다 나를 잘 아는 찐팬과 함께 단 하루 휴식을 취할 수 있다면? 어렸을 적 동화책에서 본 깊은 산 속 수미산장으로 여러분을 초대합니다.

## 방송 시간
| 방송 채널 | 방송 기간                        | 방송 시간           |
| --------- | -------------------------------- | ------------------- |
| KBS 2TV   | 2021년 2월 18일 ~ 2021년 5월 6일 | 목요일 밤 10시 40분 |

## 출연자
- 김수미
- 박명수
- 전진
- 하니
- 정은지

## 방영 목록
| 회차 | 방송일          | 게스트                   | 메인 메뉴                                              |
| ---- | --------------- | ------------------------ | ------------------------------------------------------ |
| 1    | 2021년 2월 18일 | 구혜선                   | 산장정식                                               |
| 2    | 2021년 2월 25일 | 구혜선, 장혁, 최기섭     | 낙지볶음, 김치찜                                       |
| 3    | 2021년 3월 4일  | 장혁, 최기섭, 비, 싸이퍼 | 돼지국밥                                               |
| 4    | 2021년 3월 11일 | 비, 싸이퍼               | 순두부찌개                                             |
| 5    | 2021년 3월 18일 | 전수경, 김현숙           | 고사리 조기조림, 강된장                                |
| 6    | 2021년 3월 25일 | 이유리, 허경환           | 닭게탕, 게딱지 달걀찜, 스모어                          |
| 7    | 2021년 4월 1일  | 임상아, 김소연           | 소고기국밥, 호박 부추전                                |
| 8    | 2021년 4월 8일  | 주현미, 임수연           | 단호박 꽃게탕                                          |
| 9    | 2021년 4월 15일 | 김민종, 윤다훈           | 곤드레밥, 도미구이,                                    |
| 10   | 2021년 4월 22일 | 황치열, 음문석           | 양대창구이, 묵은지찜                                   |
| 11   | 2021년 4월 29일 | 김승수, 박정철           | 등갈비찜, 대왕 달걀말이                                |
| 12   | 2021년 5월 6일  | 이혜정, 홍윤화           | 떡 잡채, 무말랭이 잡채 인삼 양념구이, 인삼 불고기 말이 |

## 촬영 장소
- 경기도 평택시 진위면 트리하우스

## 시청률
최저 시청률과 최고 시청률은 시청률 조사회사와 지역별로 시청률에 차이가 있을 수 있습니다.
| 회차 | 방송일   | AGB 시청률     |
| 회차 | 방송일   | 대한민국(전국) |
| ---- | -------- | -------------- |
| 1회  | 2월 18일 | 1.9%           |
| 1회  | 2월 18일 | 2.4%           |
| 2회  | 2월 25일 | 1.8%           |
| 2회  | 2월 25일 | 1.8%           |
| 3회  | 3월 4일  | 1.3%           |
| 3회  | 3월 4일  | 1.0%           |
| 4회  | 3월 11일 | 1.7%           |
| 4회  | 3월 11일 | 2.0%           |
| 5회  | 3월 18일 | 2.3%           |
| 5회  | 3월 18일 | 2.2%           |
| 6회  | 3월 25일 | 2.1%           |
| 6회  | 3월 25일 | 2.1%           |
| 7회  | 4월 1일  | 2.2%           |
| 7회  | 4월 1일  | 2.1%           |
| 8회  | 4월 8일  | 1.9%           |
| 8회  | 4월 8일  | 2.2%           |
| 9회  | 4월 15일 | 2.0%           |
| 9회  | 4월 15일 | 1.9%           |
| 10회 | 4월 22일 | 1.4%           |
| 10회 | 4월 22일 | 1.5%           |
| 11회 | 4월 29일 | 1.9%           |
| 12회 | 5월 6일  | 2.0%           |

## 참고 사항
- 목요일 밤 시간대 한동안 대체 편성하였다.